# Trance-Fusion
Albums de Frank Zappa
Imaginary Diseases
(2006) The MOFO Project/Object
(2006)
Trance-Fusion est un album posthume de Frank Zappa sorti le 7 novembre 2006, composé uniquement de solo de guitare.

## Liste des titres
Tous les titres sont de Frank Zappa, sauf mention contraire
1. Chunga's Revenge — 7 min 02 s
2. Bowling On Charen — 5 min 04 s
3. Good Lobna — 1 min 38 s
4. A Cold Dark Matter — 3 min 31 s
5. Butter Or Cannons — 3 min 24 s
6. Ask Dr. Stupid — 3 min 20 s
7. Scratch & Sniff — 3 min 56 s
8. Trance-Fusion — 4 min 20 s
9. Gorgo — 2 min 41 s
10. Diplodocus — 3 min 22 s
11. Soul Polka — 3 min 18 s
12. For Giuseppe Franco — 3 min 47 s
13. After Dinner Smoker — 4 min 45 s
14. Light Is All That Matters — 3 min 46 s
15. Finding Higgs' Boson — 3 min 41 s
16. Bavarian Sunset — 3 min 59 s

## Information
| Titre                     | Date             | Lieu                                         | Morceau d'improvisation             |
| ------------------------- | ---------------- | -------------------------------------------- | ----------------------------------- |
| Chunga's Revenge          | 19 avril 1988    | Wembley Arena, Londres                       |                                     |
| Bowling On Charen         | 18 octobre 1977  | The Palladium, New York                      | Wild Love                           |
| Good Lobna                | 4 décembre 1984  | Orpheum Theater, Memphis, Tennessee          | Let's Move To Cleveland             |
| A Cold Dark Matter        | 19 mars 1988     | Memorial Hall, Allentown, Pennsylvania       | Inca Roads                          |
| Butter Of Cannons         | 25 août 1984     | The Pier, New York                           | Let's Move To Cleveland             |
| Ask Dr. Stupid            | 21 mars 1979     | Rhein-Neckarhalle, Eppelheim, Allemagne      | Easy Meat                           |
| Scratch & Sniff           | 16 avril 1988    | Brighton centre, Brighton, Royaume-Uni       | City Of Tiny Lights                 |
| Trance-Fusion             | 24 mai 1988      | Liederhalle, Stuttgart, Allemagne            | Marqueson's Chicken                 |
| Gorgo                     | 1er mai 1988     | Johanneshovs Isstadion, Stockholm            | The Torture Never Stops             |
| Diplodocus                | 24 octobre 1984  | Civic Center, Providence, Rhode Island       | King Kong                           |
| Soul Polka                | 19 mars 1988     | Memorial Hall, Allentown, Pennsylvania       | Oh No                               |
| For Giuseppe Franco       | 17 décembre 1984 | Paramount Theater, Seattle, Washington       | Hot-Plate Heaven At The Green Hotel |
| After Dinner Smoker       | 9 juin 1988      | Palasport, Gênes, Italie                     | The Torture Never Stops             |
| Light Is All That Matters | 17 décembre 1984 | Paramount Theatre, Seattle, Washington       | Let's Move To Cleveland             |
| Finding Higgs' Boson      | 8 mai 1988       | Stadthalle, Vienne, Autriche                 | Hot-Plate Heaven At The Green Hotel |
| Bavarian Sunset           | 9 mai 1988       | Rudi-Sedlmeyer Sporthalle, Munich, Allemagne | I Am The Walrus                     |

## Crédits
- Frank Zappa - guitare (1977 - 1979 - 1984 - 1988)
- Adrian Belew - guitare (1977)
- Denny Walley - guitare (1979)
- Warren Cucurullo - guitare (1979)
- Ray White - guitare (1984)
- Ike Willis - guitare (1984 - 1988)
- Mike Keneally - guitare (1988)
- Dweezil Zappa - guitare (sur Chunga's Revenge) (1988)
- Patrick O'Hearn - basse (1977)
- Arthur Barrow - basse (1979)
- Scott Thunes - basse (1984 - 1988)
- Terry Bozzio - batterie (1977)
- Vinnie Colaiuta - batterie (1979)
- Chad Wackerman - batterie (1984 - 1988)
- Tommy Mars - claviers (1977 - 1979)
- Peter Wolf - claviers (1977 - 1979)
- Alan Zavod - claviers (1984)
- Bobby Martin - claviers (1984 - 1988)
- Ed Mann - percussions (1977 - 1979 - 1988)
- Walt Fowler - trompette (1988)
- Bruce Fowler - trombone (1988)
- Paul Carman - saxophone alto (1988)
- Albert Wing - saxophone ténor (1988)
- Kurt McGettrick - saxophone baryton (1988)
- Kerry McNabb - ingénieur du son (1977)
- Mick Glossop - ingénieur du son (1979)
- Mark Pinske - ingénieur du son (1984)
- Bob Stone - ingénieur du son (1988)
- Gail Zappa - pochette, textes, direction artistique